# Ivan Nevistić (književni kritičar)
Ivan Nevistić (Kolo, Tomislavgrad, 1899. – Beograd, 6. travnja 1941.), hrvatski književni povjesničar i kritičar.

## Životopis
Osnovnoškolsku naobrazbu stekao u Duvnu (Tomislavgrad), gimnaziju završio u Mostaru, a filozofiju studirao na Filozofskom fakultetu u Zagrebu, gdje je i doktorirao s temom: Migracije u filozofiji. 

## Djela
- Ulderiko Donadini (studija, 1925.)
- Ksaver Šandor Đalski (studija, 1928.)
- Lirika na bezpuću. Impresije o srpsko-hrvatskoj modernoj lirici (1972.)